# S-League 2016-17
La S-League 2016-17 fue la edición número 13 de la S-League. La temporada comenzó el 5 de agosto de 2016. Solomon Warriors es el campeón defensor.

## Formato
Los nueve equipos participantes jugarán entre sí todos contra todos dos veces totalizando dieciséis partidos cada uno; al término de las dieciséis fechas los dos primeros clasificados obtendrán un cupo para la Liga de Campeones de la OFC 2017. Todos los partidos se jugarán en el Estadio Lawson Tama.

## Equipos participantes
| Pos. | Equipo           | Ciudad       | Estadio             | Capacidad |
| ---- | ---------------- | ------------ | ------------------- | --------- |
| 1    | Solomon Warriors | Honiara      | Estadio Lawson Tama | 10000     |
| 2    | Western United   | Western      | Estadio Lawson Tama | 10000     |
| 3    | Marist Fire      | Honiara      | Estadio Lawson Tama | 10000     |
| 4    | Kossa            | Honiara      | Estadio Lawson Tama | 10000     |
| 5    | Malaita Kingz    | Malaita      | Estadio Lawson Tama | 10000     |
| 6    | Koloale          | Honiara      | Estadio Lawson Tama | 10000     |
| 7    | Real Kakamora    | Makira-Ulawa | Estadio Lawson Tama | 10000     |
| 8    | Guadalcanal      | Honiara      | Estadio Lawson Tama | 10000     |
| 9    | West Honiara     | Honiara      | Estadio Lawson Tama | 10000     |

## Tabla de posiciones
Actualizado el 16 de diciembre de 2016.
| Pos. | Equipo           | PJ | PG | PE | PP | GF | GC | DG  | Pts. | Clasificado a                    |
| ---- | ---------------- | -- | -- | -- | -- | -- | -- | --- | ---- | -------------------------------- |
| 1    | Marist Fire (C)  | 16 | 13 | 1  | 2  | 54 | 18 | +36 | 40   | Campeón y Liga de Campeones 2017 |
| 2    | Western United   | 16 | 10 | 5  | 1  | 72 | 20 | +52 | 35   | Liga de Campeones 2017           |
| 3    | Solomon Warriors | 16 | 10 | 2  | 4  | 60 | 20 | +40 | 32   |                                  |
| 4    | Malaita Kingz    | 16 | 9  | 3  | 4  | 32 | 18 | +14 | 30   |                                  |
| 5    | KOSSA            | 16 | 8  | 2  | 6  | 42 | 25 | +17 | 26   |                                  |
| 6    | Koloale          | 16 | 6  | 1  | 9  | 20 | 42 | −22 | 19   |                                  |
| 7    | Real Kakamora    | 16 | 5  | 2  | 9  | 36 | 46 | −10 | 17   |                                  |
| 8    | Guadalcanal      | 16 | 2  | 1  | 13 | 11 | 66 | −55 | 7    |                                  |
| 9    | West Honiara     | 16 | 0  | 1  | 15 | 18 | 90 | −62 | 1    |                                  |